# Вайндер (Джорджія)
Вайндер (англ. Winder) — місто (англ. city) в США, в окрузі Берроу штату Джорджія. Населення — 18 338 осіб (2020).

## Географія
Вайндер розташований за координатами 33°59′35″ пн. ш. 83°43′16″ зх. д. / 33.99306° пн. ш. 83.72111° зх. д. (33.993074, -83.721123).  За даними Бюро перепису населення США в 2010 році місто мало площу 33,48 км², з яких 32,15 км² — суходіл та 1,33 км² — водойми. В 2017 році площа становила 36,60 км², з яких 35,27 км² — суходіл та 1,33 км² — водойми.

## Демографія
Згідно з переписом 2010 року, у місті мешкало 14 099 осіб у 5180 домогосподарствах у складі 3599 родин. Густота населення становила 421 особа/км².  Було 5808 помешкань (173/км²).
Расовий склад населення:
| - 71,8 % — білих - 18,2 % — чорних або афроамериканців - 2,0 % — азіатів - 0,2 % — корінних американців - 0,1 % — вихідців з тихоокеанських островів - 4,9 % — осіб інших рас |

До двох чи більше рас належало 2,8 %. Частка іспаномовних становила 9,8 % від усіх жителів.
За віковим діапазоном населення розподілялося таким чином: 27,8 % — особи молодші 18 років, 59,2 % — особи у віці 18—64 років, 13,0 % — особи у віці 65 років та старші. Медіана віку мешканця становила 34,6 року. На 100 осіб жіночої статі у місті припадало 87,8 чоловіків;  на 100 жінок у віці від 18 років та старших — 83,4 чоловіків також старших 18 років.
Середній дохід на одне домашнє господарство  становив 55 858 доларів США (медіана — 42 611), а середній дохід на одну сім'ю — 65 950 доларів (медіана — 47 133). Медіана доходів становила 37 269 доларів для чоловіків та 36 667 доларів для жінок. За межею бідності перебувало 19,8 % осіб, у тому числі 26,9 % дітей у віці до 18 років та 10,1 % осіб у віці 65 років та старших.
Цивільне працевлаштоване населення становило 5964 особи. Основні галузі зайнятості: роздрібна торгівля — 18,0 %, освіта, охорона здоров'я та соціальна допомога — 16,7 %, виробництво — 13,1 %, мистецтво, розваги та відпочинок — 10,6 %.